# اسپلی گیس
اسپلی گیس (به انگلیسی: Aspley Guise) یک روستا و محله مدنی در بریتانیا است که در سنترال بدفوردرشر واقع شده‌است. اسپلی گیس ۲٬۱۹۵ نفر جمعیت دارد.